# Partido Moderado (Brasil)

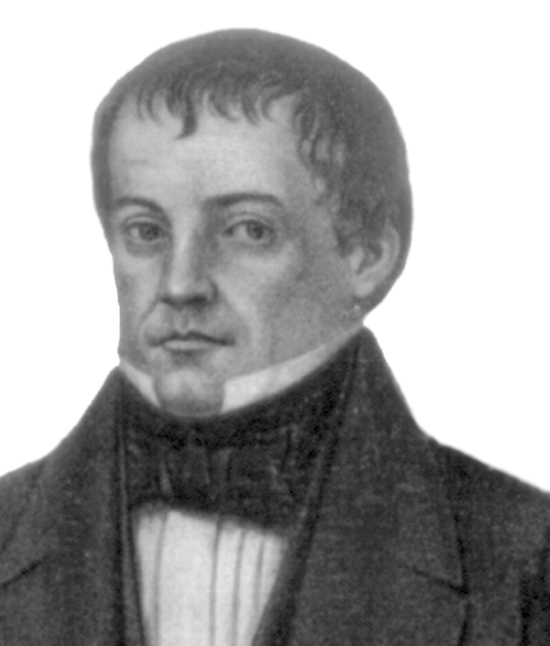
Padre Feijó, um dos expoentes dos Moderados.

O Partido Liberal Moderado ou Partido Moderado foi um partido político brasileiro criado em 1831, tendo sido uma das correntes nas quais se dividiam as forças políticas brasileiras durante o período regencial do Império do Brasil, em oposição aos Exaltados e, mais tarde, aos Restauradores.
Assim como seus adversários, os moderados também tinham um apelido pejorativo, sendo então chamados de ximangos.
Foi fundado por ex-membros do Partido Brasileiro que esperavam da Independência do Brasil o mínimo de alterações no processo político. Era apoiado pelo jornal A Aurora Fluminense.[carece de fontes?] . O partido foi organizado em 1826 e formado por políticos liberais provenientes, principalmente, do Rio de Janeiro, Minas Gerais e São Paulo.
Apoiavam o federalismo e o fim da vitaliciedade do Senado. Em 1834, com a morte de Dom Pedro I, em Portugal, o partido recebeu muito dos seguidores dos caramurus.[carece de fontes?]

## Composição
Dentre seus principais expoentes estavam o padre Feijó, que exerceu uma das regências Una, José da Costa Carvalho, João Bráulio Moniz, dentre outros. Como principal opositor, e líder dos Caramurus (como eram apelidados os Restauradores, que pregavam a volta de D. Pedro I ao Brasil) estava o chamado patriarca da independência, José Bonifácio de Andrada. Era composto por produtores e comerciantes do interior mineiro, membros das camadas urbanas e do setor militar.

## Atuação política e ideológica
O partido defendia os princípios clássicos do liberalismo, inspirados em Locke, Montesquieu e Guizot. Buscavam reformas político-institucionais para reduzir os poderes do imperador, fortalecer o legislativo, garantir direitos civis previstos na Constituição de 1824 e promoviam uma liberdade "moderada", sem ameaçar a ordem imperial.
Dominou o governo regencial após a abdicação de D. Pedro I, excluindo assim os exaltados. Foi responsável por reformas importantes, como o Ato Adicional de 1834, que criou as Assembleias Legislativas Provinciais e ampliou a descentralização administrativa. Enfrentou divisões internas, especialmente sobre segurança pública e garantias dos cidadãos.

## Declínio
O desgaste político e as divisões internas levaram ao enfraquecimento do partido, terminado em 1840. Seus membros migraram para o Partido do Regresso e mais tarde na formação do Partido Conservador.[carece de fontes]